# Poor White
Poor White é um romance estadunidense do autor Sherwood Anderson, publicado em 1920.

## Enredo
O livro conta a história de um inventor chamado Hugh McVey. O personagem nasceu pobre e se enriqueceu, tornando-se um banqueiro em Mississippi River. O romance mostra a influência do Industrialismo nos Estados Unidos da América.